# Callechelys leucoptera
Callechelys leucoptera är en fiskart som först beskrevs av Cadenat, 1954.  Callechelys leucoptera ingår i släktet Callechelys och familjen Ophichthidae. Inga underarter finns listade.